# 後藤繁榮
後藤 繁榮（ごとう しげよし、1951年7月3日 - ）は日本のフリーアナウンサー。元NHKエグゼクティブ・アナウンサー。

## 人物
岐阜県岐阜市出身。
実家は品種改良をして良質な卵を産むヒヨコを養鶏家に供給する仕事をしている。ここにはかつて昭和天皇が視察に訪れたことがあり、旨い鶏卵を生むニワトリとして「ゴトウ106」が漫画『美味しんぼ』で紹介されたことがある。
学生時代にはエフエム東京のFMモーニングエコーのレポーターのアルバイトをやっていた。
南山高校 男子部、日本大学芸術学部卒業後、1975年にアナウンサーとして入局。1991年から1998年の間は労働組合専従。2000年6月から日本語センターに出向。2011年、“還暦定年”に達することも重なり3月いっぱいでNHK本体を退職し、日本語センターに移籍。2016年、フリーとなる。その間も番組出演は続けている。
『きょうの料理』では、ゲストの料理研究家を相手に駄洒落を散発している。
第42回ギャラクシー賞（2004年度）奨励賞を受賞した。
9人きょうだいの末っ子であり、長兄とは21歳離れている、と自身が担当しているラジオ深夜便で話している(NHKラジオ第1 2021年9月4日放送)。

## 現在の出演番組
- きょうの料理（司会）
- ラジオ深夜便（2014年4月- 第1・第3・第5土曜日担当）

## 過去の出演番組
- FM夕べのひととき(NHK-FM 札幌）
- FMリクエストアワー(NHK-FM 札幌・富山・鳥取)
- NHKモーニングワイド（1989年、「にっぽん列島ピックアップ」担当）
- ボランティアまっぷ（1999年）
- 地球ラジオ（-2013年3月31日、司会）
- 歌の散歩道（司会 - 日替わりの火曜・水曜に随時）
後者2番組は国内向けラジオ第1とNHKワールド・ラジオ日本の同時放送。そのため、全世界に後藤の声が流れていた（きょうの料理もNHKワールド・プレミアムで放送されている）。
- チコちゃんに叱られる!（NHK総合、2021年6月11日) VTR出演。「チコっときょうの料理」料理シーン進行役。

## 著書
- 『「きょうの料理」のヒミツ』　平凡社、2006年　ISBN 4-582-83319-5
- 『後藤アナのダジャレ教室』　小学館、2009年　ISBN 978-4-09-387829-6

## 同期入局のアナウンサー
- 川端義明
- 末田正雄
- 鈴木桂一郎
- 桜井洋子
- 佐藤充宏
- 徳田章
- 三宅民夫
- 山下信
- 志摩悦二郎